# 동문로 (제주시)
동문로(Dongmun-ro)는 대한민국 제주특별자치도 제주시 일도일동 동문로터리 에서 건입동 국립제주박물관교차로 를잇는 도로이다.

## 주요 경유지
제주특별자치도
- 제주시 (일도일동 . 일도이동 . 건입동)

## 노선
| 이름                 | 접속 노선                  | 소재지        | 소재지        | 비고          |
| 관덕로와 직결        | 관덕로와 직결              | 관덕로와 직결 | 관덕로와 직결 | 관덕로와 직결 |
| -------------------- | -------------------------- | ------------- | ------------- | ------------- |
| 동문로터리           | 신지로 동문로2길           | 제주시        | 일도동        |               |
| (이름없음)           | 만덕로                     | 제주시        | 일도동        |               |
| 사라봉오거리         | 임항로                     | 제주시        | 일도동        |               |
| 국립제주박물관교차로 | 지방도 제1132호선 (동광로) | 제주시        | 건입동        |               |
| 번영로와 직결        |                            |               |               |               |

## 주요 건물 및 시설
- CU 제주동문로터리점 (동문로 8/일도일동 1145-16)
- 제주동문시장 (동문로 16/일도일동 1148-2)
- 파리바게트 제주동문초교점 (동문로 64/일도이동 993-3)
- 제주동초등학교 (동문로 65/건입동 1105)
- GS25 제주동교점 (동문로 68/일도이동 993-5)
- CU 제주여상점 (동문로 95/건입동 1043-69)
- BHC 치킨 일도점 (동문로 126/일도이동 133-30)
- 기아자동차 동제주지점 (동문로 153/건입동 561-7)
- SK에너지 행복충전 제주가스 충전소 (동문로 157/건입동 561-2)